# Linda Martini
Linda Martini é uma banda portuguesa de rock com influências de post-rock e punk.

## História
Os Linda Martini nasceram em 2003 e são uma banda de rock. Da sua formação actual fazem parte três dos seus cinco membros fundadores – André Henriques, Cláudia Guerreiro e Hélio Morais.
Desde a edição do primeiro EP, em Janeiro de 2006, que a banda tem sido bastante acarinhada, quer pelo público, quer pela imprensa musical e promotores. Prova disso mesmo, são as várias distinções de “disco do ano” para os leitores da Blitz, a presença e espaço de antena constantes nos principais veículos de comunicação e a presença assídua nos festivais de grande dimensão e queimas das fitas.
Em 2006, o single “Amor Combate” foi considerado o single do ano por Henrique Amaro da Antena 3 e, no mesmo ano, o disco de estreia – “Olhos de Mongol” - é distinguido como “disco do ano” para os leitores da revista Blitz.
Em 2008, a banda edita um EP em vinil, exclusivamente, e esse mesmo disco é considerado o “segundo disco do ano” para os leitores da revista Blitz.
2009 é ano de reedição do álbum de estreia – “Olhos de Mongol” - em conjunto com o primeiro EP – “Linda Martini” -, ambos esgotados há muito. É também o ano em que a banda é convidada a fazer um disco gravado ao vivo, pela Optimus Discos, até hoje esgotado e um dos discos com mais downloads do ciclo de edições desta nova editora.
Em 2010 é editado o segundo longa duração – “Casa Ocupada” - , disco que eleva a banda para um outro patamar, arrancando nova distinção de “disco do ano” para os leitores da Blitz e merecendo os mais rasgados elogios das pessoas do meio, como Pedro Ramos (Radar), Henrique Amaro (Antena 3) e Zé Pedro (Xutos & Pontapés), a título de exemplo.
No ano em que a banda comemorou 10 anos, editou o seu terceiro longa duração – “Turbo Lento” -, pela Universal Music Portugal, disco que foi considerado “disco do ano” para os leitores da Blitz. Foi este mesmo disco que levou a banda a ser capa do Ípsilon e editora convidada da revista Blitz. Nos concertos de apresentação, a banda encheu a sala 1 do Hard Club, no Porto, e a sala tejo da MEO Arena, em Lisboa. O disco entrou directamente para número 2 da tabela de discos mais vendidos da AFP e chegou a número 1 no iTunes e no Spotify, em Portugal.
No dia 31 de Maio de 2014 participaram numa homenagem a António Variações no Rock in Rio Lisboa, juntamente com outros nomes da música Portuguesa como Deolinda e Gisela João.
No inicio de 2015, a banda anunciou na sua página do Facebook uma reedição dos seus trabalhos, até ao álbum Casa Ocupada em CD e em Vinil bem como uma série de espectáculos em Vila Real, Guarda, Aveiro e Lisboa, durante o mês de Março, para as promover.
Em Abril de 2016, lançaram o seu 4.º álbum, Sirumba, quase dois anos depois do último trabalho e treze anos do inicio do projeto. O lançamento de Sirumba foi seguido de um concerto no Coliseu de Lisboa, no dia 2 de Abril do mesmo ano. Sirumba foi considerado pela Blitz como o 6.º melhor álbum português de 2016.
No dia 16 de Fevereiro de 2018, lançaram o seu 5.º album, Linda Martini.
Em 25 de Fevereiro de 2022 é editado o seu 6.º álbum intitulado ERRÔR, que chegou às lojas apenas no formato vinyl. Poucas semanas antes da edição do álbum, é anunciado que o guitarrista Pedro Geraldes deixaria de fazer parte da banda,o qual foi substituído por Rui Carvalho (Filho da Mãe)
Passa-Montanhas é o primeiro disco a contar com Rui Carvalho, também conhecido pelo seu projecto a solo - Filho da Mãe - na composição. Foi editado em janeiro de 2025 - vinil, cd, e digital, pela Sony Music - e é o sétimo longa duração da banda. Na edição especial, conta ainda com a k7 "Serra", que mostra as primeiras versões das músicas de Passa-montanhas, bem como algumas que não entraram no disco. O disco foi produzido, uma vez mais, por Santi Garcia - produtor catalão - e gravado no estúdio Cal Pau, na Catalunha. A pré-produção, de onde saiu a k7 "Serra" foi gravada no espaço Serra, nos arredores de Leiria.

### Membros
- André Henriques - voz e guitarra
- Cláudia Guerreiro - baixo e voz
- Hélio Morais - bateria e voz
- Rui Carvalho - guitarra

### Ex-membros
- Pedro Geraldes - guitarra e voz
- Sérgio Lemos - guitarra

### Projectos paralelos
- If Lucy Fell (Hélio Morais e Rui Carvalho)
- PAUS (Hélio Morais)
- Filho da Mãe (Rui Carvalho)
- A Azenha (Cláudia Guerreiro e Rui Carvalho)
- André Henriques (projecto solo)
- MURAIS (Hélio Morais)
- Hélio Morais (projecto solo)
- Mão Verde (Pedro Geraldes)
- Colinas (Pedro Geraldes)
- Lázaro (Pedro Geraldes)

## Discografia

### Álbuns

#### Olhos de Mongol (2006)
| N.º | Título                       | Duração |  |
| 1.  | "Sinto A Cabeça A Cair"      | 1:55    |  |
| 2.  | "Cronófago"                  | 2:42    |  |
| 3.  | "Dá-me A Tua Melhor Faca"    | 7:00    |  |
| 4.  | "Partir Para Ficar"          | 5:12    |  |
| 5.  | "Estuque"                    | 7:11    |  |
| 6.  | "O Amor É Não Haver Polícia" | 3:18    |  |
| 7.  | "Quarto 210"                 | 3:23    |  |
| 8.  | "Amor Combate"               | 4:50    |  |
| 9.  | "A Severa (Ver De Perto)"    | 7:15    |  |

#### Casa Ocupada (2010)
Todas as faixas são da autoria de André Henriques, Cláudia Guerreiro, Hélio Morais e Pedro Geraldes.
| N.º | Título              | Duração |  |
| 1.  | "Mulher-a-Dias"     | 2:29    |  |
| 2.  | "Nós Os Outros"     | 4:46    |  |
| 3.  | "Amigos Mortais"    | 3:52    |  |
| 4.  | "Elevador"          | 5:20    |  |
| 5.  | "S de Jéssica"      | 5:11    |  |
| 6.  | "Juventude Sónica"  | 3:21    |  |
| 7.  | "Ameaça Menor"      | 4:07    |  |
| 8.  | "Queluz Menos Luz"  | 4:14    |  |
| 9.  | "Belarmino Vs"      | 3:10    |  |
| 10. | "Cem Metros Sereia" | 4:53    |  |

#### Turbo Lento (2013)
Todas as músicas por André Henriques, Cláudia Guerreiro, Hélio Morais e Pedro Geraldes, excepto "Febril (Tanto Mar)" que conta com a participação de Chico Buarque.
| N.º | Título                        | Duração |  |
| 1.  | "Ninguém tropeça nos dias..." | 2:02    |  |
| 2.  | "Juaréz"                      | 4:09    |  |
| 3.  | "Panteão"                     | 4:12    |  |
| 4.  | "Pirâmica"                    | 4:29    |  |
| 5.  | "Sapatos Bravos"              | 5:01    |  |
| 6.  | "Febril (Tanto Mar)"          | 4:35    |  |
| 7.  | "Tremor Essencial"            | 5:19    |  |
| 8.  | "Ratos"                       | 3:46    |  |
| 9.  | "Aparato"                     | 3:56    |  |
| 10. | "Tamborina Fera"              | 2:09    |  |
| 11. | "Volta"                       | 3:48    |  |

#### Sirumba (2016)
| N.º | Título                         | Duração |  |
| 1.  | "Sirumba"                      | 4:02    |  |
| 2.  | "Unicórnio De Sta. Engrácia"   | 3:48    |  |
| 3.  | "Preguiça"                     | 4:14    |  |
| 4.  | "Putos Bons"                   | 4:49    |  |
| 5.  | "Bom Partido"                  | 4:24    |  |
| 6.  | "Farda Limpa"                  | 3:55    |  |
| 7.  | "Comer Por Dois"               | 4:36    |  |
| 8.  | "Dentes De Mentiroso"          | 5:02    |  |
| 9.  | "O Dia Em Que A Música Morreu" | 6:33    |  |

#### Linda Martini (2018)
| N.º | Título                       | Duração |  |
| 1.  | "Gravidade"                  | 3:50    |  |
| 2.  | "Caretano"                   | 3:58    |  |
| 3.  | "Boca de Sal"                | 5:57    |  |
| 4.  | "É só uma canção"            | 3:30    |  |
| 5.  | "Domingo Desportivo"         | 4:16    |  |
| 6.  | "Cor de Osso"                | 3:29    |  |
| 7.  | "Semi Tédio dos Prazeres"    | 4:53    |  |
| 8.  | "Quase se fez uma casa"      | 3:42    |  |
| 9.  | "Se me Agiganto"             | 4:49    |  |
| 10. | "Amares Volta (Faixa Extra)" | 7:04    |  |

#### ERRÔR (2022)
| N.º | Título                         | Duração |  |
| 1.  | "Eu Nem Vi"                    | 4:59    |  |
| 2.  | "Horário de Verão"             | 3:11    |  |
| 3.  | "Super Fixe"                   | 2:45    |  |
| 4.  | "Rádio Comercial"              | 2:09    |  |
| 5.  | "Obá Obá Obá"                  | 3:35    |  |
| 6.  | "Sorriu"                       | 5:21    |  |
| 7.  | "Festa da Expiação"            | 3:33    |  |
| 8.  | "E Não Sobrou Ninguém"         | 4:17    |  |
| 9.  | "Não Me Continuem"             | 4:35    |  |
| 10. | "Objecções à Firmeza do Olhar" | 3:27    |  |
| 11. | "Medalhinha"                   | 4:20    |  |
| 12. | "Taxonomia"                    | 5:46    |  |

Passa-montanhas (2025)
1. Assombro
2. Uma banda
3. Meu deus
4. Corações rápidos
5. Eu às vezes perco-me
6. Cão tinhoso
7. Faz-se de luz
8. Pé de guerra
9. A cantiga é
10. A mão como a maré

### EPs
- Linda Martini (2005)
- Marsupial (2008)
- Intervalo (2009)

### Compilações
- Novo Rock Português (2007)
- Corrupção (2007)
- 3 Pistas - Antena 3 (2009)
- Baú (editado com a Revista Blitz de Junho) (2014)

### Singles
- Volta (2013)
- Ratos (2013)
- Dez Tostões + Era Uma Vez O Corpo Humano (2016)
- Unicórnio de Sta. Engrácia (2016)
- Gravidade (2017)
- Boca de Sal (2017)
- Óssa Menor (2018)
- Europeu Comum (2018)

## Festivais
Da listagem dos festivais de grande dimensão, ou nos quais as bandas beneficiam de uma comunicação muito forte, constam os seguintes:
| Ano  | Festival |
| ---- | --- |
| 2006 | Super Bock Super Rock, palco Antena 3 Sudoeste, palco Planeta Sudoeste                                         |
| 2007 | Super Bock Super Rock, palco principal Paredes de Coura, palco principal                                       |
| 2008 | Noites Ritual, palco principal                                                                                 |
| 2009 | Optimus Alive, palco Optimus Discos                                                                            |
| 2010 | Super Bock em Stock (actual Vodafone Mexefest)                                                                 |
| 2011 | Optimus Alive, palco 2 Paredes de Coura, palco principal Noites Ritual, palco principal D’Bandada Optimus      |
| 2012 | San Miguel Primavera Sound, BARCELONA, palco 2 Optimus Primavera Sound, palco 1 Bons Sons, palco noites longas |
| 2013 | Optimus Alive, palco 1                                                                                         |
| 2014 | Rock In Rio (homenagem a António Variações) Paredes de Coura, Palco principal Live Freedom III                 |
| 2016 | Rock Nordeste (Palco do Parque Corgo) Festival de Vilar de Mouros NOS Primavera Sound                          |
| 2018 | Queima das Fitas Coimbra (Palco Principal) Paredes de Coura (Palco Principal)                                  |
| 2019 | NOS Alive (Palco NOS) Festival F                                                                               |
| 2022 | JN North Festival Rock In Rio Lisboa Festival Liberdade Paredes de Coura                                       |
| 2023 | NOS Alive (Palco NOS) Queima das Fitas Coimbra (Palco Principal)                                               |